# Mâlosu, Bacău
Mâlosu este un sat în comuna Lipova din județul Bacău, Moldova, România.